# Rammelhof (Band)
Rammelhof ist eine österreichische Rock-’n’-Roll-Band aus Wien. Sie verstehen ihre Musik als Satire-Rock und Dialekt-Rock.

## Geschichte
Der Bandname entstand aus dem gleichnamigen Ortsteil der Gemeinde Arbesbach.
2015 waren sie mit Wladimir (Put Put Putin) Gewinner des Protestsongcontests. Das Lied ging im Anschluss viral und machte die Band in Österreich, Russland und der Ukraine bekannt. Das erste Album Die ganze Welt ist ein Rammelhof erschien etwas später über Hoanzl.
Im Jahr 2016 war die Band für den Amadeus Austrian Music Award in der Kategorie „Hard & Heavy“ nominiert. Im Frühjahr 2018 waren sie Vorband für J.B.O. auf der Deutsche Vita Tour (Nord-Österreich-Tour 2018). Kurz vorher veröffentlichten sie das Album Ene mene mu.
2018 erschien außerdem Bestes Album 2018, eine Art Best-of über Mano Cornuta (Vertrieb: Broken Silence).
2020 erschien das Video zu SUV, das sich an die "Fridays for Future"-Bewegung anlehnt. Im Video wird Greta Thunberg von einem SUV mit Matsch angespritzt, der anschließend einen Unfall baut. Greta nimmt die Insassen gefangen und foltert sie. Mitte 2020 erschien das Album Umweltschmutz über das Label Mano Cornuta.

## Musik
Rammelhof mischen verschiedene musikalische Stile Rock-Stile, darunter Metal und Punk, aber auch Rap und Funk, wobei die in österreichischer Mundart gestalteten humoristischen Texte sowohl an EAV, Drahdiwaberl als auch an J.B.O. erinnern. Dabei sind die Texte stark gesellschaftskritisch, provokativ und erinnern an Kabarett. Bei ihren Liveauftritten tritt die Band kostümiert auf und setzt die verschiedenen Songs passend um.

## Diskografie
Alben
- 2015: Die ganze Welt ist ein Rammelhof (Hoanzl)
- 2016: Radikal (EP) (Hoanzl)
- 2018: Ene menu mu (Hoanzl)
- 2018: Bestes Album 2018 (Mano Cornuta)
- 2020: Umweltschmutz (Mano Cornuta)

Singles
- 2014: Wladimir (Put Put Putin)
- 2015: Hackln
- 2016: Pumpgun
- 2017: Gülle
- 2017: Wurscht
- 2017: Frauenfeind
- 2017: Susi
- 2018: Auslandsreise
- 2019: Karfreitag